# La Trinité (Le Greco)
Pour les articles homonymes, voir La Trinité.
La Trinité est un tableau peint par Le Greco en 1577. Il mesure 300 cm de haut sur 177 cm de large. Il est conservé au musée du Prado de Madrid.

## Historique
Il s'agit de l'une des neuf toiles exécutées pour l'abbaye Saint-Dominique de Silos. Le tableau se trouve au musée du Prado à Madrid depuis 1832, après avoir été acheté par le roi Ferdinand VII au sculpteur Valeriano Salvatierra.

## Description
Le tableau représente la scène dans laquelle Dieu le Père tient le corps sans vie de son fils, Jésus-Christ. Au-dessus d'eux, le Saint-Esprit est représenté sous la forme d'une colombe. Autour des trois personnes de la Trinité, des anges apparaissent dans diverses positions, certains avec des expressions dramatiques sur le visage.
Peintre maniériste, Le Greco semble être influencé par Michelangelo Buonarroti (dans la modélisation de l'anatomie des personnages) et par le Tintoret (dans la palette de couleurs), bien que le schéma général semble presque tiré d'une gravure sur bois de Dürer. Les tons froids (mauve, bleu, vert) prédominent, avec des touches chaudes isolées donnant de la vitalité à l'ensemble de la scène.
La composition est très originale et présente une forme de cœur, à l'intérieur duquel se déroule toute l'action du tableau et dont seul le pigeon ou la colombe, représentant le Saint-Esprit, reste à l'extérieur. Le centre du tableau est dominé par le corps monumental du Christ, représenté avec des proportions traditionnelles et loin de la stylisation des figures qui prédomine - au contraire - dans les œuvres ultérieures du même auteur. Cependant, l'esprit maniériste novateur est évident, reflété dans la ligne serpentine formée par la position du corps du Christ et de Dieu le Père, ainsi que dans les réactions presque irrévérencieuses et exagérées des anges.
Dans cette œuvre, le Greco nous invite à observer l’invisible Trinité dans l'infinie tendresse d'un échange de regards clos. Il nous renvoie au mystère de l'homme qui s’ouvre sur l’abîme du mystère de Dieu,.